# Satsuo Yamamoto
Yamamoto Satsuo (山本 薩夫 Kagoshima, Japó, 15 de juliol de 1910 - 11 d'agost de 1983) va ser un director de cinema japonès, pioner en aquest país.

## Ressenya biogràfica
És un director conegut i reconegut per la seva contribució al cinema social i polític. Va deixar la Universitat Waseda per unir-se a Shochiku, on va treballar com a ajudant del director Mikio Naruse i altres. Va seguir Naruse quan marxà a PCL, i esdevingué director de dret propi quan la companyia fou rebatejada com a Toho. Durant la Segona Guerra Mundial va dirigir diverses pel·lícules de propaganda bèl·lica malgrat ser un membre fervent del Partit Comunista Japonès (JCP), i després de la guerra va participar contra la companyia com a impulsor del sindicat durant la disputa laboral de Toho de 1948 (en la qual el PCJ n'estava molt implicat), després de la qual fou acomiadat.
Posteriorment va treballar en pel·lícules independents i va realitzar nombroses obres intensament rebels i substancialment conscients socialment. A partir de la dècada de 1960, va dirigir una successió de pel·lícules importants, incloent les adaptacions de Toyoko Yamasaki: les adaptacions Shiroi kyotō (1955) i Karei naru ichizoku (1974), la trilogia La guerra i els homes o Kotei no inai Hachigatsu. Aquest cos d'obres èpiques el va portar a ser batejat com “el Cecil B. DeMille roig”.
Tres de les seves pel·lícules, Shiroi Kyotō, Fumō Chitai i Ah! Nomugi Toge van guanyar el Premi Mainichi a la millor pel·lícula. I Shiroi Kyotō va participar en el 5è Festival Internacional de Cinema de Moscou

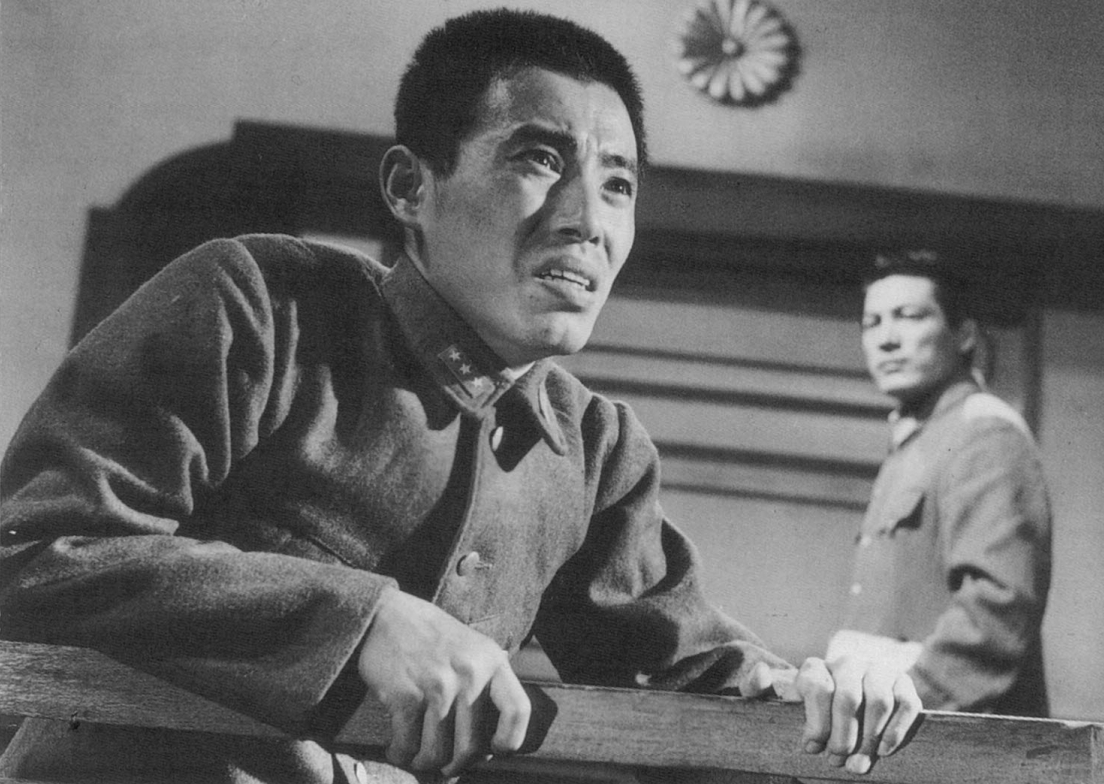
Isao Kimura i Eiji Okada a Shinkū chitai (1952)

Va morir de càncer de pàncrees l'11 d'agost de 1983 als 73 anys. En la seva autobiografia pòstuma, My Life as a Filmmaker, Yamamoto reflecteix la seva carrera i el seu llegat (University of Michigan Press, ISBN 978-0-472-07333-7).

## Filmografia
- 1937: Mademoiselle (お嬢さん, Ojōsan)
- 1937: Le Chant de ma mère I (母の曲 前篇, Haha no kyoku I)
- 1937: Le Chant de ma mère II (母の曲 後篇, Haha no kyoku II)
- 1938: La Symphonie pastorale (田園交響曲, Den'en kōkyōgaku)
- 1938: Journal de famille I (家庭日記 前篇, Katei nikki I)
- 1938: Journal de famille II (家庭日記 後篇, Katei nikki II)
- 1939: Sazen Tange, nouvelle édition (新篇　丹下左膳　隻手篇, Shinpen Tange Sazen: Hayate-hen)
- 1939: Un magnifique départ (美はしき出発, Uruwashiki shuppatsu)
- 1939: La Ville (街, Machi)
- 1939: La Femme qui noue les rubans (リボンを結ぶ夫人, Ribon o musubu fujin)
- 1940: Avec mon père le zéphyr (そよ風父と共に, Soyokaze chichi to tomoni)
- 1940: La Promesse des sœurs (姉妹の約束, Shimai no yakusoku)
- 1941: Si l'on chante c'est le paradis (歌へば天国, Utaeba tengoku)
- 1942: Le Triomphe des ailes (翼の凱歌, Tsubasa no gaika)
- 1943: Vent chaud (熱風, Neppū)
- 1947: La Guerre et la Paix (戦争と平和, Sensō to Heiwa) amb Fumio Kamei
- 1949: Qui a fait cette femme? (こんな女が誰にした, Konna onna ni darega shita)
- 1950: Ville de violence (ペン偽らず 暴力の街, Pen itsuwarazu, bōryoku no machi)
- 1952: Tempête sur Hakone (箱根風雲録, Hakone fūunroku)
- 1952: Zone de vide (真空地帯, Shinkū chitai)
- 1954: Jusqu'au bout du jour (日の果て, Hi no hate)
- 1954: Quartier sans soleil (太陽のない街, Taiyō no nai machi)
- 1955: Puisque je t'aime (愛すればこそ 第三話 愛すればこそ, Aisureba koso) - 3r segment - amb Tadashi Imai i Kōzaburō Yoshimura
- 1955: Le Journal des acteurs ambulants (浮草日記, Ukigusa nikki)
- 1956: Avalanche (雪崩, Nadare)
- 1956: Dans le tumulte du typhon (台風騒動記, Taifū sōdōki)
- 1958: La Veste rouge (赤い陣羽織, Akai jinbaori)
- 1959: Le Chant de la carriole (荷車の歌, Niguruma no uta)
- 1959: Le Mur humain (人間の壁, Ningen no kabe)
- 1960: Bataille sans armes (武器なき斗い, Buki naki tatakai)
- 1961: L'Affaire Matsukawa (松川事件, Matsukawa jiken)
- 1962: Les jeunes filles qui embrassent les seins (乳房を抱く娘たち, Chibusa o daku musume tachi)
- 1962: Le Secret du ninja (忍びの者, Shinobi no mono)
- 1963: L'Eau rouge (赤い水, Akai mizu)
- 1963: Le Secret du ninja II (続・忍びの者, Zoku shinobi no mono)
- 1964: El Magnat (傷だらけの山河, Kizudarake no sanga)
- 1965: Les Contes du voleur japonès (にっぽん泥棒物語, Nippon dorobō monogatari)
- 1965: La Chaise du témoin (証人の椅子, Shōnin no isu)
- 1965: L'Espion (スパイ, Supai)
- 1966: Point de congélation (氷点, Hyōten)
- 1966: La Tour d'ivoire (白い巨塔, Shiroi kyotō)
- 1967: Le Faux Inspecteur (にせ刑事, Nise keiji)
- 1967: La Légende de Zatoïchi : Le Justicier (座頭市牢破り, Zatōichi rōyaburi)
- 1968: L'Usine aux esclaves (ドレイ工場, Dorei kōjo)
- 1968: La Lanterne pivoine (牡丹燈籠, Botan-dōrō)
- 1969: Vietnam (ベトナム, Betonamu)
- 1969: Le Parti du Tengu (天狗党, Tengu-tō)
- 1970: La Guerre et les Hommes I (戦争と人間 第一部 運命の序曲, Sensō to nigen I: Unmei no jokyoku)
- 1971: La Guerre et les Hommes II (戦争と人間 第二部 愛と悲しみの山河, Sensō to ningen II: Ai to kanashimino sanga)
- 1973: La Guerre et les Hommes III (戦争と人間 第三部 完結篇, Sensō to ningen III: Kanketsuhen)
- 1974: Une famille splendide (華麗なる一族, Karei naru ichizoku)
- 1975: Éclipse solaire (金環蝕, Kinkanshoku)
- 1976: Zone stérile (不毛地帯, Fumō chitai)
- 1976: Au bord de l'eau, années Tenbo (天保水滸伝 大原幽学, Tenpō suiko-den: Ōhara yugaku)
- 1978: Le Mois d'août sans empereur (皇帝のいない八月, Kōtei no inai hachigatsu)
- 1979: Le Col Nomugi / Vivre dans la joie (あゝ野麦峠, Ā, Nomugi tōge)
- 1981: La Ville des Asshii (アッシイたちの街, Asshii tachi no machi)
- 1982: Le Col Nomugi II / Vivre dans la joie (あゝ野麦峠 新緑篇, Ā, Nomugi tōge: Shinryokuhen)